# Kleine Heilige-Geestpolder
Het waterschap De Kleine Heilige-Geestpolder was een waterschap in de Nederlandse provincie Zuid-Holland, in de gemeente Rijnsaterwoude.
Het waterschap was verantwoordelijk voor de vervening, drooglegging en de waterhuishouding in de gelijknamige polders. De drooglegging was in 1858 voltooid.